# Musica della Tanzania
La musica della Tanzania è nota soprattutto per il genere musicale taarab, originario di Zanzibar, che ha avuto una discreta influenza sulla musica contemporanea di diversi paesi dell'Africa orientale. Altri generi musicali tipici della musica pop tanzaniana sono il dansi e il bongo flava (un genere hip hop). Come gli altri paesi dell'Africa subsahariana, la Tanzania ha anche una vasta tradizione di musica popolare ("etnica"), diversificata secondo i numerosi gruppi culturali e linguistici che convivono nel paese.

## Musica tradizionale
La musica tradizionale della Tanzania fa uso di un vasto numero di strumenti musicali, molti dei quali specifici di determinati gruppi etnici. Fra i musicisti tanzaniani che nel XX secolo hanno dedicato il proprio lavoro al recupero delle tradizioni musicali locali, particolarmente noto è il polistrumentista di etnia gogo Hukwe Zawose. Zawose si è specializzato in particolare nell'uso di un grande lamellofono detto ilimba.

## Musica moderna

### Taarab
Il taarab è un genere musicale sviluppatosi a partire dall'inizio del XX secolo soprattutto a Zanzibar e Lamu, e in seguito diffusosi nell'entroterra tanzaniano e in Kenya; a partire dagli anni sessanta ha acquisito popolarità anche in Burundi. È un genere musicale di fusione che unisce elementi africani, europei, mediorientali e asiatici. Anche gli strumenti utilizzati riflettono questa origine composta: percussioni africane, chitarre europee, oud e qanum arabi, taishokoto dell'estremo oriente. Il primo artista di successo del taarab fu la cantante Siti binti Saad, che iniziò a incidere nel 1928. In seguito, la tradizione taarab fu proseguita da gruppi musicali come Bi Kidude, Culture Musical Club, Al-Watan Musical Club e, più recentemente, Black Star Musical Club e East African Melody.
Parallelamente al successo commerciale, il taarab è diventato anche una forma di musica folk moderna, suonata dalla gente comune. A Zanzibar, per esempio, sono diffusi i kidumbaki, piccoli gruppi taarab composti in genere da due tamburi, basso, violini e danzatori con maracas e legnetti.

### Dansi
L'espressione swahili "muziki wa dansi" ("musica da ballo"), spesso abbreviata in "dansi", si riferisce alla musica da ballo popolare tanzaniana. Questo ampio genere di musica iniziò a svilupparsi negli anni trenta nei primi dance club come quello in cui si esibiva la Dar es Salaam Jazz Band. La strumentazione dei primi gruppi (come i Morogoro Jazz e i Tabora Jazz) comprendeva sezioni di fiati e percussioni; in seguito furono aggiunti gli strumenti a corde.
Dopo l'indipendenza, ottenuta dalla Tanzania nel 1961, venne istituito un sistema di patrocinio per cui la maggior parte dei gruppi musicali erano messi sotto contratto da qualche dipartimento del governo. Uno dei gruppi più noti di questo periodo fu la NUTA Jazz Band, che lavoravano per la National Union of Tanzania.
Negli anni sessanta, settanta e ottanta la musica dance tanzaniana subì notevoli trasformazioni. Fra gli innovatori più influenti si possono citare le due big band Orchestra Safari Sound e Orchestra Maquis Original, che introdussero uno stile di danza più lento, e al tempo stesso portarono in Tanzania nuove influenze, come il soukous congolese. Altri artisti famosi della seconda metà del XX secolo includono Vijana Jazz e la Mlimani Park Orchestra di Michael Enoch. Fra le tendenze più recenti si può citare il mchiriku, introdotto da gruppi come Gari Kubwa, Tokyo Ngma e Atomic Advantage; lo stile è basato sull'uso di sezioni di tamburi e tastiere, e viene suonato a volumi molto alti (il feedback degli amplificatori è parte integrante del suo sound tipico).

### Hip hop e bongo flava
Il primo gruppo hip hop tanzaniano fu Kwanza Unit, che non ebbe però un significativo successo commerciale. In seguito si sono affermati rapper come Mr. II (autore del successo Ni Mimi del 1995) e Juma Nature.
Se lo stile di Mr. II e Juma Nature è chiaramente ispirato alla tradizione statunitense, altri musicisti (in particolare gli X Plastaz) hanno dato luogo a soluzioni che reinterpretano in chiave hip hop elementi di musica tradizionale tanzaniana (per esempio cori Masai). La musica hip hop tanzaniana di stile più marcatamente africano viene generalmente definita bongo flava, in quanto originaria soprattutto di Dar es Salaam, città a cui è associato il nomignolo di Bongo. Strettamente correlato al bongo flava è lo zenji flava, l'hip hop di Zanzibar.

### Reggae
Come in gran parte dell'Africa, anche in Tanzania hanno avuto successo un certo numero di artisti di genere reggae, che spesso utilizzano anche ritmi tradizionali africani e cantano in swahili o altre lingue locali. Alcuni esempi sono Jah Kimbuteh, Jam Brothers e Ras Innocent Nyanyagwa.

### Hotel pop
Come in Kenya e in altri paesi africani meta di turismo internazionale, una porzione non irrilevante del mercato discografico tanzaniano è costituita da musicisti che incidono e suonano per i turisti. In genere si tratta di gruppi che propongono musica easy listening, cover di evergreen internazionali e via dicendo. I principali gruppi di hotel pop tanzaniani sono i Kilimanjaro Connection, i Bantu Group e i Tanzanites.

### Le grandi rivali
Una caratteristica tipica della musica tanzaniana è che in molti casi le grandi band sono in competizione esplicita fra di loro. Nel contesto della musica dansi, per esempio, ci fu una rivalità storica prima fra l'Orchestra Safari Sound (OSS) e l'Orchestra Maquis Original e poi fra International Orchestra Safari Sound (succeduta alla OSS) e Mlimani Park.

## Freddie Mercury
Il musicista tanzaniano più famoso in assoluto è sicuramente Freddie Mercury, nato a Zanzibar e divenuto celebre come leader del gruppo britannico dei Queen. L'opera di Mercury e dei Queen non ha tuttavia alcuna relazione con la tradizione musicale della Tanzania.